# Helmut Lachenmann
Helmut (Friedrich) Lachenmann (27 de noviembre de 1935) es un compositor alemán relacionado con la música concreta de Pierre Schaeffer. Él mismo define su estilo compositivo como música concreta instrumental. Se le ha llegado a conocer como el Rafael Alberti de la música. En 2010 recibió el Premio Fundación BBVA Fronteras del Conocimiento en la categoría de Música Contemporánea.

## Vida y obras
Helmut Lachenmann nació el 27 de noviembre de 1935 en Stuttgart. Después del final de la Segunda Guerra Mundial y habiendo mostrado una temprana aptitud para la música, comenzó a cantar en el coro de su iglesia local cuando tenía once años y ya escribía sus propias composiciones durante su adolescencia. Estudió piano con Jürgen Uhde y composición y teoría musical con Johann Nepomuk David en la Stuttgarter Musikhochschule desde 1955 hasta 1958, siendo el primer estudiante privado del compositor serialista Luigi Nono en Venecia de 1958 a 1960. De Nono adquirió la convicción de que la música pretendería servir un mensaje de relevancia social, si bien durante varios años el italiano y el alemán mantuvieron un distanciamiento sólo superado en los últimos años de vida de Luigi Nono. También trabajó durante un breve espacio de tiempo en el estudio de música electrónica de la Universidad de Gante en 1965, y seguidamente concentró todo su interés casi exclusivamente en la música puramente instrumental.
Entre sus alumnos destacados se cuentan Mark Andre, Álvaro Carlevaro, Clemens Gadenstätter, Harald Muenz, Manuel Hidalgo, José Luis Torá, Shigeru Kan-no, Juliane Klein, Kunsu Shim, Wolfram G. Schurig, Carlos Bermejo, Joan Riera, Manel Ribera, Oliver Rappoport y Stefan Streich, entre otros.
Lachenmann ha descrito sus composiciones como música concreta instrumental (a partir de la Música Concreta, de Pierre Schaeffer), lo cual implica un lenguaje musical que abarca la totalidad del mundo sonoro hecho accesible mediante técnicas interpretativas no convencionales. Según el compositor, es música "en la que los eventos sonoros son elegidos y organizados de modo que la forma en que son generados sea tan importante, al menos, como las propias cualidades acústicas resultantes. En consecuencia, dichas cualidades, como el timbre, el volumen, etc., no producen sonidos for their own sake (literalmente por su propia cuenta), sino que describen o denotan la situación concreta: escuchando, tú oyes las condiciones bajo las cuales se realiza una acción sonora o de ruido, escuchas qué materiales y energías son puestos en juego y qué resistencia encuentran". Su música deriva, por lo tanto, en primera instancia de los sonidos más básicos, los cuales, mediante procesos de amplificación, sirven las bases para obras extensas. Sus interpretaciones requieren el concurso de un enorme número de ejecutantes, debido a la plétora de técnicas que Lachenmann ha ideado para los instrumentos de viento, metal y cuerda.
Sus obras más importantes incluyen el trabajo musical para teatro Das Mädchen mit den Schwefelhölzern (1990-96, basado en Hans Christian Andersen, Leonardo da Vinci y Gudrun Ensslin), las piezas orquestales Schwankungen am Rand (1974-75, para ocho instrumentos de metal, dos guitarras eléctricas, dos pianos, cuatro láminas metálicas y 34 instrumentos de cuerda), Accanto (1975-76, para clarinete, gran orquesta y cinta magnetofónica) y NUN (1997-99, para flauta, trombón, coro masculino y gran orquesta), los trabajos Mouvement (- vor der Erstarrung) (1982-84, para tres intérpretes ad hoc y catorce músicos) y "...zwei Gefühle...", Musik mit Leonardo (1992, un extracto de Das Mädchen mit den Schwefelhölzern, según Leonardo da Vinci, para dos narradores y 22 intérpretes) y tres cuartetos de cuerda (Gran Torso, 1971, revisado en 1976, 1988; Reigen seliger Geister, 1989; Grido, 2001), así como otros trabajos para orquesta, ensemble y cámara, y seis piezas para piano.
Lachenmann ha impartido cursos regularmente en Darmstadt desde 1978 y ha sido profesor de composición en la Stuttgarter Musikhochschule desde 1981 hasta 1999. Es igualmente notable por sus abundantes artículos, ensayos y conferencias, muchos de los cuales han sido publicados en Musik als existentielle Erfahrung (La música como experiencia existencial) (Breitkopf & Härtel, Wiesbaden, 1996).

## Listado de composiciones
- Fünf Variationen über ein Thema von Franz Schubert (Walzer cis-moll, D643) para piano (1956).
- Rondo para dos pianos (1957).
- Souvenir para 41 instrumentos (1959).
- Due Giri, dos estudios para orquesta (1960).
- Tripelsextett para 18 instrumentos (1960-61).
- Fünf Strophen para 9 instrumentos (1961).
- Echo Andante para piano (1961-62).
- Angelion para 16 instrumentos (1962-63).
- Wiegenmusik para piano (1963).
- Introversion I para 18 instrumentos (1963).
- Introversion II para 8 instrumentos (1964).
- Scenario para cinta magnetofónica (1965)
- Streichtrio I para violín, viola y chelo (1965).
- Intérieur I para un percusionista (1966).
- Notturno para pequeña orquesta y chelo solo (1966/67).
- Trio fluido para clarinete, viola y percusión (1966/68).
- Consolations I para 12 voces y percusión (1967).
- temA para flauta, voz y chelo (1968).
- Consolations II para 16 voces (1968).
- Air, música para gran orquesta con solo de percusión (1968-69).
- Pression para chelo (1969-70).
- Dal niente (Interieur III), para clarinete (1970).
- Guero estudio para piano (1970).
- Kontrakadenz para gran orquesta (1970-71).
- Klangschatten - mein Saitenspiel para tres pianos preparados y conjunto de cuerdas (1972).
- Gran Torso, música para cuarteto de cuerdas (1972).
- Fassade para gran orquesta (1973).
- Schwankungen am Rand, para láminas de metal y cuerdas (1974-75).
- Zwei Studien para violín (1974).
- Accanto, música para clarinete solo y orquesta (1975-76).
- Les Consolations para coro y orquesta (1976-78).
- Salut für Caudwell, música para dos guitarras (1977).
- Tanzsuite mit Deutschlylied, música para orquesta y cuarteto de cuerdas (1979-80).
- Ein Kinderspiel, siete piezas breves para piano (1980).
- Harmonica, música para gran orquesta y solista de tuba (1981-83).
- Mouvement (- vor der Erstarrung). para ensemble (1982/84).
- Ausklang, para piano y orquesta (1984-85).
- Dritte Stimme zu J.S. Bachs zweistimmiger Invention d-moll BWV775 para tres instrumentos (1985).
- Staub para orquesta (1985-87).
- Toccatina, estudio para violín (1986).
- Allegro sostenuto, música para clarinete, chelo y piano (1986-88).
- Tableau para orquesta (1988).
- 2. Streichquartett "Reigen seliger Geister" para cuarteto de cuerdas (1989).
- "...zwei Gefühle...", Musik mit Leonardo para narrador y ensemble (1992).
- Das Mädchen mit den Schwefelhölzern Musik mit Bildern (Musiktheater). música con imágenes – música para teatro, muy gran orquesta y solistas (1988-96).
- Serynade para piano (1998).
- Nun para flauta, trombón, coro masculino y orquesta (1999).
- Sakura-Variationen para saxofón, percusión y piano (2000).
- 3. Streichquartett "Grido" para cuarteto de cuerdas (2001).
- Schreiben para orquesta (2003).
- Double (Grido II). para orquesta de cuerdas (2004).
- Concertini (2005).